# Sam the Sham & the Pharaohs
Sam the Sham & the Pharaohs war eine US-amerikanische Tex-Mex-Band der 1960er-Jahre.

## Sam und die Pharaohs
„Sam the Sham“ ist der Künstlername des Texaners Domingo Samudio (* 6. März 1939 in Dallas, Texas). Bereits während seiner Schulzeit sang er und vertrat seine Schule bei einer Live-Radioshow. Später lernte er Gitarre und gründete mit einigen Freunden, zu denen Trini Lopez gehörte, eine High School Band.
Die ersten „Pharaohs“ entstanden nach seiner Armeezeit 1961 in Dallas. Kaum besuchte Auftritte und eine erfolglose Single führten allerdings dazu, dass sich die Gruppe bereits Ende 1962 wieder auflöste. Samudio folgte dem Ex-Pharaoh Vincent Lopez im Mai 1963 zu Andy And The Nightriders, der Hausband des Congo Club in Louisiana. Zwar war er als Orgelspieler angestellt, was er nicht sonderlich gut beherrschte, er wurde aber als Sänger immer wichtiger für die Band.
Die Band machte sich auf nach Memphis, aber bereits wenige Monate später löste sie sich auf, als der Kopf Andy Anderson und Lopez nach Louisiana bzw. Texas zurückgingen. Die verbliebenen Nightriders Samudio und David A. Martin gründeten daraufhin zusammen mit Jerry Patterson und Ray Stinnett Sam the Sham & the Pharaohs, denen sich kurz darauf noch Butch Gibson anschloss.
Zuerst ließen sie Platten pressen, um sie selbst in Läden und Radiostationen anzubieten, während sie durch die Clubs tourten. Im Mai 1964 nahmen sie Haunted House für Dingo Records (D-001) auf. Danach erhielten sie einen Plattenvertrag von Stan Keslers XL Records, das mit seinem Schwester-Label Pen Records einen Vertriebsvertrag mit MGM Records unterhielt. Hier entstand als weitere Single Juimonos (Let's Went) / The Signifying Monkey (XL #905) ohne jede Hitparadenresonanz. Die nächste Single war dann eine Eigenkomposition von Samudio mit dem Titel Hully Gully. Der Text, ohnehin ein Nonsens-Text, wurde noch auf den Spitznamen von Sams Katze geändert und als Wooly Bully (etwa: tyrannisches Wollknäuel) wurde das Lied so erfolgreich, dass das MGM-Label die Pharaohs übernahm und sie weltweit herausbrachte. Das Lied wurde nach seiner Veröffentlichung im März 1965 zum Welthit. In den USA erreichte die Single als Millionenseller Platz 2, ebenso wie in Deutschland.
Es folgten zwei weitere Top-40-Hits mit ähnlichen Titeln, nämlich Ju Ju Hand und Ring Dang Doo, bevor ihnen 1966 mit einem Nonsens-Song über Rotkäppchen und den großen, bösen Wolf ein zweiter großer Hit gelang. Lil’ Red Riding Hood war erneut ein Millionenseller in USA und erreichte ebenfalls Platz 2. International konnten sie allerdings den ersten Erfolg nicht fortsetzen.
Sam the Sham & the Pharaohs knüpften auch in ihren Bühnenshows an das Image an, das sich in ihren Songs ausdrückt. Ihrem Namen entsprechend trugen sie oft arabische Gewänder und Sams Markenzeichen war ein Turban mit Federschmuck und Gewand oder Glitzerjacke sowie ein fremdländisch gestutzter Bart.
Dem zweiten Erfolg folgten noch zwei weitere Top-40-Hits, bevor auch in den USA der Erfolg nachließ. Die Band wechselte und löste sich schließlich ganz auf und Samudio strebte eine Solokarriere an.

## Sams Solokarriere
Schon kurz nach der Trennung erschien ein Soloalbum von Sam the Sham, das an die Bandzeit anknüpfte und aus vielen Coverversionen bestand. Großer Erfolg war ihm damit aber nicht beschieden.
In den nächsten Jahren folgte ein vollständiger Image-Wechsel. Aus dem „Sham“ wurde Sam Samudio, der Turban verschwand, aus dem Araber-Stutzbärtchen wurde ein Vollbart und auf seinem 1970er-Album posiert er in Easy-Rider-Manier auf dem Motorrad. Das Rock-Album hieß Hard and Heavy und darauf arbeitete er unter anderem mit Duane Allman zusammen. Bei den Grammy Awards 1972 bekam Samudio sogar einen Grammy dafür, allerdings für den Albumbegleittext.
Ab 1974 war er wieder mit Band unterwegs. 1982 wird er als Filmkomponist im Jack-Nicholson-Film Grenzpatrouille neben Ry Cooder geführt. Zwei Lieder steuerte er zum Soundtrack bei. Danach wurde es ruhiger um ihn, und es ranken sich Gerüchte um seine Tätigkeiten; seit Mitte der 1990er ist er jedenfalls wieder als Musiker unterwegs und hat die eine oder andere Platte eingespielt.

## Wooly Bully
- Musik/Text: Domingo Samudio
- Auszeichnungen
  - Record of the Year vom Billboard Magazine 1965[4]
  - Goldene Schallplatte für eine Million verkaufte Exemplare in den USA (über drei Millionen weltweit)[5]
  - aufgenommen in die Rock and Roll Hall of Fame’s 500 Songs that Shaped Rock and Roll
- Verwendung in Filmsoundtracks
  - Splash – Eine Jungfrau am Haken (1984)
  - Full Metal Jacket (1987)
  - Night and the City (auch: Angeschlagen; 1992)
  - Monsieur Ibrahim und die Blumen des Koran (2003)

## Bandmitglieder
Originalbesetzung von Sam the Sham & the Pharaohs:
- Domingo 'Sam' Samudio (* 6. März 1939 in Dallas, Texas), Sänger und Keyboarder
- David A. Martin (* 20. März 1937 in Memphis, Tennessee; † 2. August 1987), Bassist
- Ray Stinnett (* 18. Februar 1944 in Memphis, Tennessee), Gitarrist
- Jerry Patterson (* 30. November 1941 in Memphis, Tennessee), Schlagzeug
- Butch Gibson (* 2. Oktober 1940 in Corinth), Saxophon

## Diskografie

### Alben
- Wooly Bully (1965)
- Their Second Album (1965)
- On Tour (1966)
- Lil’ Red Riding Hood (1966)
- Nefertiti (The Sam the Sham Revue) (1966)

### Soloalben von Sam the Sham
- Ten of Pentacles (1967)
- Hard and Heavy (1970, als Sam Samudio)
- Won’t Be Long (1995)
- Ballads & Troubadours (2000, als Sam the Sham Zamudio)
- Rambler (The Country Album) (2003)

### Singles
- Haunted House / How Does a Cheating Woman Feel (XL #505), Mai 1964
- Juimonos (Let's Went) / The Signifying Monkey (XL #905), Juli 1964
- Wooly Bully / Ain't Gonna Move (MGM K 13322), Februar 1965
- Ju Ju Hand / Big City Lights (MGM K 13364), Juli 1965
- Ring Dang Doo / Don't Try It Again (MGM K 13397), September 1965
- Red Hot / A Long, Long Way (MGM K 13452), Januar 1966
- Lil' Red Riding Hood / Love Me Like Before (MGM K 13506), April 1966

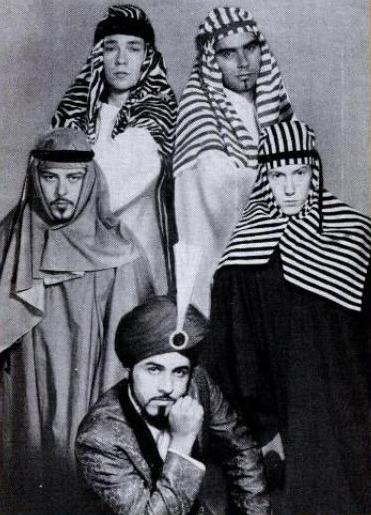
Sam the Sham & The Pharaohs (1965)

- The Hair on My Chinny Chin Chin / (I'm in with The) Out Crowd (MGM K 13581), September 1966
- How Do You Catch a Girl? / The Love You Left Behind (MGM K 13649), Dezember 1966
- Oh That's Good, No That's Bad / Take What You Can Get (MGM K 13713), Februar 1967
- Black Sheep / My Day's Gonna Come (MGM K 13747), Mai 1967
- Banned In Boston / Money's My Problem (MGM K 13803), August 1967
- Yakety Yak / Let Our Love Light Shine (MGM K 13863), November 1967
- Old MacDonald Had A Boogaloo Farm / I Never Had No One (MGM K 13920), März 1968
- I Couldn't Spell !!#! / The Down Home Spirit (MGM K 13972), August 1968